# 3-то основно училище „Петко Рачов Славейков“
III ОУ „Петко Рачов Славейков“ е основно училище в град Търговище, разположено на улица  „Бяло море“ № 24. Основано е на 15 септември 1979 г. От август 2020 г. директор на училището е Наталия Миланова.

## История
Училището е открито през 1979 г. в град Търговище. Първата учебна година училището започва с 28 класа, 21 паралелки и 26 учители. Директор на училището е Дамян Кралев. Във връзка с преустройството на образователната система през 1981 г. училището прераства в Трето ЕСПУ „Петко Рачов Славейков“.
През учебната 1981/1982 г. са разкрити 42 паралелки, а общия брой на учениците е 1427. Учителите, които ги обучават са 70. За директор е назначена Гергина Радева със специалност „Български език и литература“. През 1984 г. директор на училището е Никола Николов, който е със специалност „География“.
Със заповед на Министерството на образованието, науката и технологиите, от учебната 1997/1998 г. училището се преобразува в Трето основно училище „Петко Рачов Славейков“. Много учители са съкратени, а за директор е назначен Стефан Станчев със специалност „Български език и литература“.
По случай 171–та годишнина от рождението на Петко Рачов Славейков е повод за провеждането на Славейковите дни в училището, проведени на 23–30 ноември 1998 г. Културните прояви включват литературно – музикални изпълнения из творчеството на Славейков и други възрожденски писатели, драматизация на главата „Радини вълнения“ от романа „Под игото“ на Иван Вазов, кът с фотоси.
На 15 май 1999 г. е последният учебен ден за учениците от среден курс, а на 24 май те са тържествено изпратени от учители и ученици. През учебната 1999/2000 г. е чествана 20 годишнината от основаването на училището. В чест на празника е изготвена богата художествена програма, драматизирана е „Криворазбраната цивилизация“. Издаден е празничен подлистник към вестник „Търговищки новини“.
През учебната 2001/2002 г. за директор на училището е назначена г–жа Галя Панайотова. Осъществява се идеята на Бонка Пенева и Теменужка Генчева–учители по български език и литература, и младите „журналисти“ на III ОУ за издаване на училищен вестник. Инициаторите от клуб „Млад редактор“ стартират първия брой на вестник „Училищна суматоха“. На страниците на изданието намират място всички актуални училищни проблеми, весели младежки случки от ежедневието, спортни прояви и успехи, интервюта с преподаватели.
През учебната 2004/2005 г. се отбелязва 25 годишнината от основаването на училището. Целия месец ноември минава под знака на училищния юбилей. Издаден е юбилеен брой на вестник „Училищна суматоха“, а в Драматичния театър е изнася концерт–спектакъл. През март 2005 г. за директор на училището е назначена г–жа Стоянка Георгиева със специалност „Български език и литература“.
Стартира кампания за набиране на средства за възстановяване на паметника на Петко Славейков, унищожен преди повече от 10 години. Много усилия се влагат, за да бъдат събрани необходимите средства за направата на берелефа. Издаден е поредния брой на вестник „Училищна суматоха“, който е разпространен по институции и ведомства срещу сумата от 1 лв. Друга част от сумата е дарена от учители и ученици, предадени са отпадъци на вторични суровини, намерени са спонсори. Берелефът на Славейков е изработен от гръцки мрамор от майстор Емануил от град Омуртаг. Откриването на възстановения паметник е на 22 май 2006 г., в навечерието на Празника на славянската писменост и култура.
През учебната 2007/2008 г. за директор на училището е назначена г–жа Елеонора Панайотова. През 2007 г. училището печели проект по Национална програма „Училището – територия на учениците“, Модул „Развитие на извънкласната и извънучилищната дейност“ на стойност 7600 лв. Създадени са 6 клуба по интереси – театър, музика, танци, приложно изкуство, експериментални науки, компютри.
С решение на Общински съвет гр. Търговище от юни 2007 г. училището е със статут на средищно училище. В него се обучават ученици от селата – Разбойна, Стража, Голямо Соколово, Овчарово, кв. Бряг и др. От учебната 2007/2008 г. извозването на пътуващите ученици от дома им до училище се осъществява с нови ученически автобуси – 4 на брой, които са разпределени към самото училище.